# Purpurlinie

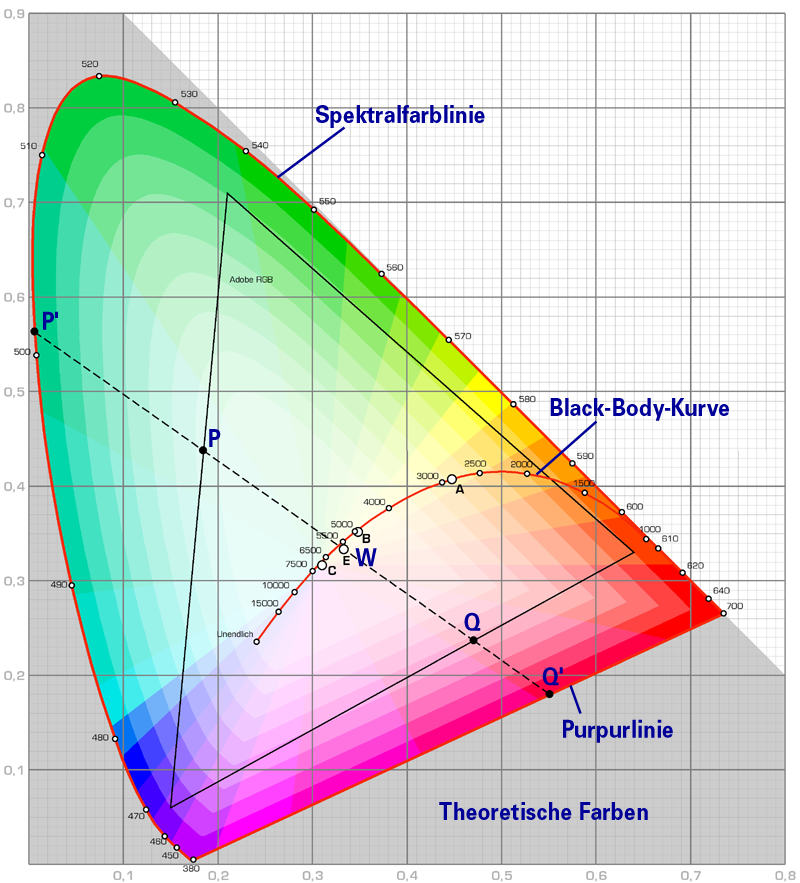
CIE-Normfarbtafel, die Purpurlinie ist die Gerade am unteren Rand

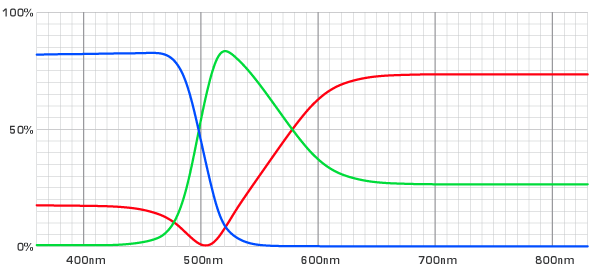
Spektrale Wahrnehmung des menschlichen Sehsinnes. Tristimulus-Verhältnisse für die Spektralfarben. (bei 480 nm angenähert: x=10 %, y=15 %, z=75 %)

Spektralfarben.

Die Purpurlinie, auch Purpurgerade genannt, ist jene Linie, die auf der CIE-Normvalenztafel die zwei äußersten Punkte des Spektralfarbenzugs so verbindet, dass die Projektion des Farbkörpers geschlossen wird. Sie liegt somit zwischen dem kurzwelligen Violett und dem langwelligen Rot.
Den meisten Farbtönen entspricht eine Farbe im Lichtspektrum, d. h. der Farbton kann durch Licht genau einer Wellenlänge (monochromatisches Licht) dargestellt werden. Dies gilt jedoch nicht für die Farben auf der Purpurlinie; man sieht dies daran, dass diese Farbtöne auf dem Spektrum fehlen (siehe Bild unten). Sie werden aber dennoch vom Menschen wahrgenommen und als Farbtöne empfunden, etwa wie im Farbkreis dargestellt. Diese Farbtöne werden durch eine Mischung von Licht von beiden Enden des Spektrums, also blauviolettem und rotem Licht, dargestellt.

## Beschreibung
Die Purpurlinie ist eine theoretische Konstruktion aus der mathematischen Beschreibung der menschlichen Farbwahrnehmung, die auf den drei Farbrezeptoren für das Tagsehen basiert, das normiert auf den Standardbeobachter. Die Purpurlinie ist jene Menge von maximal gesättigten Farbvalenzen, die ein normalsichtiger Mensch wahrnehmen und unterscheiden kann, die aber nicht zur Menge der Spektralfarben gehört. Die Farben der Purpurlinie sind ein Ergebnis der Farbwahrnehmung.

## Ein Gedankenexperiment zur Ursachenklärung
Wird sichtbare Strahlung in das Spektrum zerlegt und diese Farbreize nacheinander von langwellig (ab 780 nm) zu kurzwellig (bis 380 nm) in das Auge gestrahlt, so reagieren unterschiedliche Rezeptoren im Auge. Zunächst werden die rotempfindlichen L-Zapfen angeregt. Die M-Zapfen reagieren dann für das Grünsehen und dann in zunehmendem Maße die S-Zapfen beim Cyanreiz für das Blausehen. Noch kurzwelligere Strahlung (energiereichere Photonen) (UV-A) lösen keinen Farbreiz mehr aus, da dafür keine Rezeptoren existieren. Kurzwelligere UV-Strahlung wird durch die Linse und den Glaskörper abgefangen. Vom langwelligen zum kurzwelligen Licht werden alle drei Zapfenarten nacheinander erregt. 
Es gibt keine (einzelne) Spektralfarbe, die Farbreiz im Purpur hervorruft. Mischfarben können jedoch die wellenlängenempfindlichen S- und L-Zapfen sowohl im blauen als auch im roten Bereich anregen. Solche Mischfarben und nicht eigentliche Spektralfarben sind die alltäglichen Farbreize von Lichtfarben und Körperfarben. Diese Purpurtöne besitzen sowohl lang- als auch kurzwellige spektrale Anteile. Es entstehen Farbvalenzen, die als rotviolette oder blauviolette Mischfarbe wahrgenommen werden. Diese Mischfarben sind auf der Purpurlinie wiedergegeben. Magenta oder das namensgebende Purpur, auch das moderne Pink und das ältliche Lila gehören dazu.

## Darstellung durch den Farbkreis

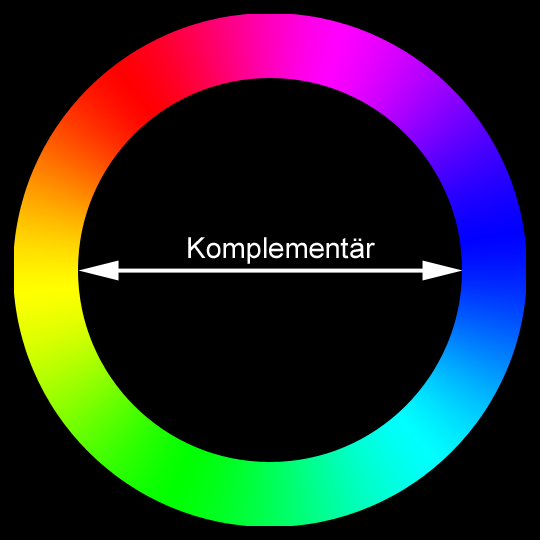
Ein Farbkreis

Eine „didaktische“ Vorstellung der Purpurlinie wird am Farbkreis deutlich. Hier werden beide Enden des Spektrums zusammengeführt und die Farben „verwischt“, um den Kreis zu schließen. So ergibt sich eine geschlossene Linie, im einfachsten Fall ein Kreis, in anderen Farbmodellen sind es kompliziertere Kurvenzüge. Die zum Schließen des Kreises notwendigen Farben sind die Farben der Purpurlinie. Das CIE-Diagramm ist mithin eine genauere Darstellung zum Farbkreis. Die jeweilige Form richtet sich nach den Anforderungen, die das jeweilige Modell erfüllen soll. Die Grundlage der Farbmessung hingegen ist bislang der physikalische Farbreiz des Spektrums, da eine Farbwahrnehmung bislang nicht direkt gemessen werden kann.